# Лангр
Лангр (фр. Langres) је општина и насеље у департману Горња Марна, регион Гранд Ест.

## Клима
| Клима Лангра (1981—2010 просек)                              | Клима Лангра (1981—2010 просек) | Клима Лангра (1981—2010 просек) | Клима Лангра (1981—2010 просек) | Клима Лангра (1981—2010 просек) | Клима Лангра (1981—2010 просек) | Клима Лангра (1981—2010 просек) | Клима Лангра (1981—2010 просек) | Клима Лангра (1981—2010 просек) | Клима Лангра (1981—2010 просек) | Клима Лангра (1981—2010 просек) | Клима Лангра (1981—2010 просек) | Клима Лангра (1981—2010 просек) | Клима Лангра (1981—2010 просек) |
| Показатељ \ Месец                                            | .Јан.                           | .Феб.                           | .Мар.                           | .Апр.                           | .Мај.                           | .Јун.                           | .Јул.                           | .Авг.                           | .Сеп.                           | .Окт.                           | .Нов.                           | .Дец.                           | .Год.                           |
| ------------------------------------------------------------ | ------------------------------- | ------------------------------- | ------------------------------- | ------------------------------- | ------------------------------- | ------------------------------- | ------------------------------- | ------------------------------- | ------------------------------- | ------------------------------- | ------------------------------- | ------------------------------- | ------------------------------- |
| Апсолутни максимум, °C (°F)                                  | 14,5 (58,1)                     | 17,7 (63,9)                     | 21,9 (71,4)                     | 26,2 (79,2)                     | 29,8 (85,6)                     | 34,1 (93,4)                     | 35,9 (96,6)                     | 37,6 (99,7)                     | 31,6 (88,9)                     | 25,7 (78,3)                     | 21,1 (70)                       | 15,5 (59,9)                     | 37,6 (99,7)                     |
| Максимум, °C (°F)                                            | 3,4 (38,1)                      | 5,1 (41,2)                      | 9,4 (48,9)                      | 13,1 (55,6)                     | 17,4 (63,3)                     | 20,8 (69,4)                     | 23,5 (74,3)                     | 23,2 (73,8)                     | 18,9 (66)                       | 13,8 (56,8)                     | 7,6 (45,7)                      | 4,1 (39,4)                      | 13,4 (56,1)                     |
| Минимум, °C (°F)                                             | −1,3 (29,7)                     | −0,7 (30,7)                     | 2,1 (35,8)                      | 4,6 (40,3)                      | 8,7 (47,7)                      | 11,7 (53,1)                     | 13,9 (57)                       | 13,9 (57)                       | 10,6 (51,1)                     | 7,2 (45)                        | 2,4 (36,3)                      | −0,3 (31,5)                     | 6,1 (43)                        |
| Апсолутни минимум, °C (°F)                                   | −18,1 (−0,6)                    | −21,2 (−6,2)                    | −13,2 (8,2)                     | −6,6 (20,1)                     | −2,9 (26,8)                     | 2,5 (36,5)                      | 5,1 (41,2)                      | 5,1 (41,2)                      | 2,1 (35,8)                      | −4,5 (23,9)                     | −10,7 (12,7)                    | −16,4 (2,5)                     | −21,2 (−6,2)                    |
| Количина падавина, mm (in)                                   | 80,5 (3,169)                    | 64,9 (2,555)                    | 65,5 (2,579)                    | 59,9 (2,358)                    | 82,4 (3,244)                    | 70,0 (2,756)                    | 74,4 (2,929)                    | 67,1 (2,642)                    | 72,1 (2,839)                    | 86,8 (3,417)                    | 83,5 (3,287)                    | 88,4 (3,48)                     | 895,5 (35,256)                  |
| Дани са падавинама                                           | 12,4                            | 10,6                            | 11,4                            | 10,4                            | 12,6                            | 10,3                            | 9,5                             | 8,9                             | 9,4                             | 11,9                            | 11,9                            | 12,9                            | 132,0                           |
| Дани са снегом                                               | 7,6                             | 6,9                             | 5,4                             | 3,2                             | 0,3                             | 0,0                             | 0,0                             | 0,0                             | 0,0                             | 0,3                             | 3,5                             | 6,2                             | 33,4                            |
| Релативна влажност, %                                        | 90                              | 84                              | 78                              | 72                              | 74                              | 73                              | 71                              | 74                              | 79                              | 86                              | 89                              | 91                              | 80,1                            |
| Сунчани сати — месечни просек                                | 61,7                            | 86,3                            | 139,1                           | 171,9                           | 194,0                           | 213,9                           | 225,8                           | 219,6                           | 169,6                           | 111,9                           | 60,7                            | 48,4                            | 1.702,8                         |
| Извор #1: Météo France                                       |                                 |                                 |                                 |                                 |                                 |                                 |                                 |                                 |                                 |                                 |                                 |                                 |                                 |
| Извор #2: Infoclimat.fr (humidity and snowy days, 1961–1990) |                                 |                                 |                                 |                                 |                                 |                                 |                                 |                                 |                                 |                                 |                                 |                                 |                                 |

## Партнерски градови
- Беконсфилд
- Елванген
- Абијатеграсо

## Познати људи
- Дени Дидро